# Glaucidium sjostedti
Glaucidium sjostedti là một loài chim trong họ Strigidae.